# جيمس جوزيف برادي
جيمس جوزيف برادي (بالإنجليزية: James Joseph Brady)‏ هو محامي وقاضي أمريكي، ولد في 29 فبراير 1944 في سانت لويس في الولايات المتحدة، وتوفي في 9 ديسمبر 2017 في باتون روج في الولايات المتحدة بسبب نوبة قلبية.